# Genou
Pour les articles homonymes, voir Genou (homonymie).
Chez les primates dont l'Homme, le genou est le segment du membre inférieur situé entre la cuisse et la jambe. Il enferme l'articulation du genou. Sa partie antérieure est occupée par la patella palpable sous la peau. Sa partie postérieure correspond à la fosse poplitée.

Anatomie du genou. Son articulation est composée de l’extrémité distale du fémur et proximale du tibia toutes les deux recouvertes de cartilage. Entre ces os, les deux ménisques permettent d'amortir les chocs et d'augmenter la mobilité articulaire.

## Topographie
Le genou a pour limite supérieure la ligne circulaire qui passe à deux travers de doigt au-dessus de la patella.
Sa limite inférieure est la ligne circulaire passant par l'extrémité inférieure de la tubérosité du tibia.
Anatomiquement, on parle de la région du genou, qui réunit la région antérieure du genou ou région rotulienne à l'avant et la région postérieure du genou ou région poplitée à l'arrière.
Les limites latérales entre les régions antérieure et postérieure sont les lignes verticales rasant les bords postérieurs des condyles latéral et médial du fémur.

## Arthrologie du genou
Le genou abrite l'articulation du genou. C'est une articulation synoviale qui relie le fémur, le tibia et la patella. Elle est constituée de deux articulations :
- L'articulation fémoro-tibiale qui est une articulation constituée de deux paires de condyles : les condyles du fémur et les condyles du tibia,
- l'articulation fémoro-patellaire qui est un ginglyme entre le fémur et la patella.

### Surfaces articulaires
Pour l'articulation fémoro-tibiale, les surfaces articulaires de l'articulation du genou sont :
- les condyles médial et latéral du fémur,
- les condyles médial et latéral du tibia.

La congruence entre ces deux paires de condyles est assurée par deux disques articulaires : les ménisques médial et latéral de l'articulation du genou.
Les deux systèmes condylaires sont dissymétriques.
Pour l'articulation fémoro-patellaire, les surface articulaires sont :
- la surface articulaire de la patella sur sa face postérieure,
- la surface patellaire du fémur dans le prolongement antérieur des deux condyles fémoraux.

### Moyens d'union
Les moyens d'union ligamentaires sont constitués d'un ensembles de ligaments intra-articulaires et extra-articulaires.

#### Ligaments intra-articulaires
Les ligaments intra-articulaires sont :
- la capsule,
- les ligaments croisés antérieur et postérieur,
- les ligaments méniscaux :
  - les ligaments ménisco-fémoraux antérieur et postérieur,
  - les ligaments ménisco-tibiaux latéral et médial,
  - les ligaments ménisco-patellaires,
  - le ligament transverse du genou,
- le ligament muqueux.

#### Ligaments extra-articulaires
- le ligament collatéral tibial,
- le ligament collatéral fibulaire,
- le ligament poplité arqué,
- le ligament poplité oblique,
- le ligament poplitéo-fibulaire,
- le ligament fabello-fibulaire.

Cet ensemble ligamentaire est complété par le prolongement du tendon du muscle quadriceps fémoral entre la patella et le tibia (le ligament de la patella) et par deux ensembles fibreux sur les côté de la patella : les rétinaculum latéral et médial de la patella.

## Cinétique du genou
L'articulation du genou possède deux degrés de liberté.
Le premier pour le mouvement d'extension et de flexion. À partir de la position de repos où la jambe est alignée avec la cuisse (0°), la jambe peut fléchir d'un angle de 160° sur la cuisse. La jambe peut physiologiquement effectuer une hyper-extension de l'ordre de -5°.
Le second degré de liberté est la rotation du tibia sur son axe longitudinal. L'angle de rotation possible dépend de l'angle de flexion et peut atteindre 30 à 40° pour la rotation externe (bout du pied tournant à l'extérieur) et 20 à 30° pour la rotation interne.
Les axes longitudinaux du fémur et du tibia ne sont pas alignés et présente un angle naturel de 170 à 175°, l'axe de la jambe étant quasi vertical. Cet angle est nommé valgus physiologique.
Si cet angle est trop important on parle de genu varum (jambe arquée) et s'il est trop faible on parle de genu valgum (les genoux se touchent).

## Aspect clinique

### Examen clinique
Un genou peut être douloureux, se bloquer ou présenter un gonflement, tandis que peuvent aussi se faire sentir dans la même zone du corps une sensation de dérobement ou un claquement à certains mouvements.
Pour remédier à ce type de problèmes, une pratique d'inspection débute, le patient debout, au « garde à vous », à la recherche d'une asymétrie, d'une désaxation. La marche est analysée.
La palpation est comparative entre les deux genoux, fléchis à 90°. Une chaleur locale, témoignant d'une inflammation est recherchée. Une douleur est recherchée au niveau de la patelle ou de ses tendons, du plateau tibial ou du péroné. Le genou est alors mobilisé de manière passive par l'examinateur en flexion, en extension et latéralement, à la recherche d'une anomalie de la mobilité ou d'une douleur provoquée.
La recherche d'un épanchement se fait, le genou en extension, en cerclant avec les deux mains la rotule (afin de refouler le liquide éventuellement présent) et en appuyant avec l'index sur la face antérieure de cette dernière, à la recherche d'un « choc rotulien », percussion de la face postérieure de la rotule avec le massif fémoro-tibial.
La recherche d'une lésion d'un ligament croisé se fait par la « manœuvre du tiroir » : le patient est allongé, le genou fléchi à 90°, l'examinateur immobilise le pied et, saisissant la partie haute du tibia à deux mains, essaye d'imprimer des mouvements antérieurs et postérieurs. Ces derniers ne doivent pas être retrouvés dans un genou normal.

### Lésions traumatiques
Un traumatisme au genou peut entrainer entorses et fractures.
Les entorses peuvent toucher les ligaments croisés ou blesser les ménisques.
Les fractures peuvent toucher un ou plusieurs des os de l'articulation : la patella, le fémur et le tibia.
La fracture de Segond est une fracture par avulsion du bord du plateau tibial pouvant blesser le ménisque médial 60 à 70 % des cas() et le ligament croisé antérieur (> 75 % des cas).

### Malformation congénitale
Les déviations axiales dans le plan frontal de l'articulation (genu varum et genu valgum) sont très fréquentes chez l'enfant et la plupart du temps bénignes

### Maladies inflammatoires
Toutes les pathologies inflammatoires des articulations peuvent toucher l'articulation du genou.
La gonarthrose est une arthrose spécifique du genou pouvant apparaitre avec l'âge et favorisée par le surpoids, mais peut également apparaître après un traumatisme au genou.
La maladie d'Osgood-Schlatter est une ostéonécrose bénigne de la tubérosité du tibia qui se résorbe après l'arrêt de la cause, souvent la pratique sportive chez un jeune.
La maladie de Sinding-Larsen  est une ostéochondrose bénigne de l'apex de la patella et qui est auto-résolutive en 12 à 18 mois.
Les bourses synoviales autour de l'articulation peuvent s'inflammer comme dans la bursite prépatellaire. La poche synoviale peut également générer une structure kystique comme dans le kyste de Baker ou kyste poplité à l'arrière de l'articulation.

### Imagerie

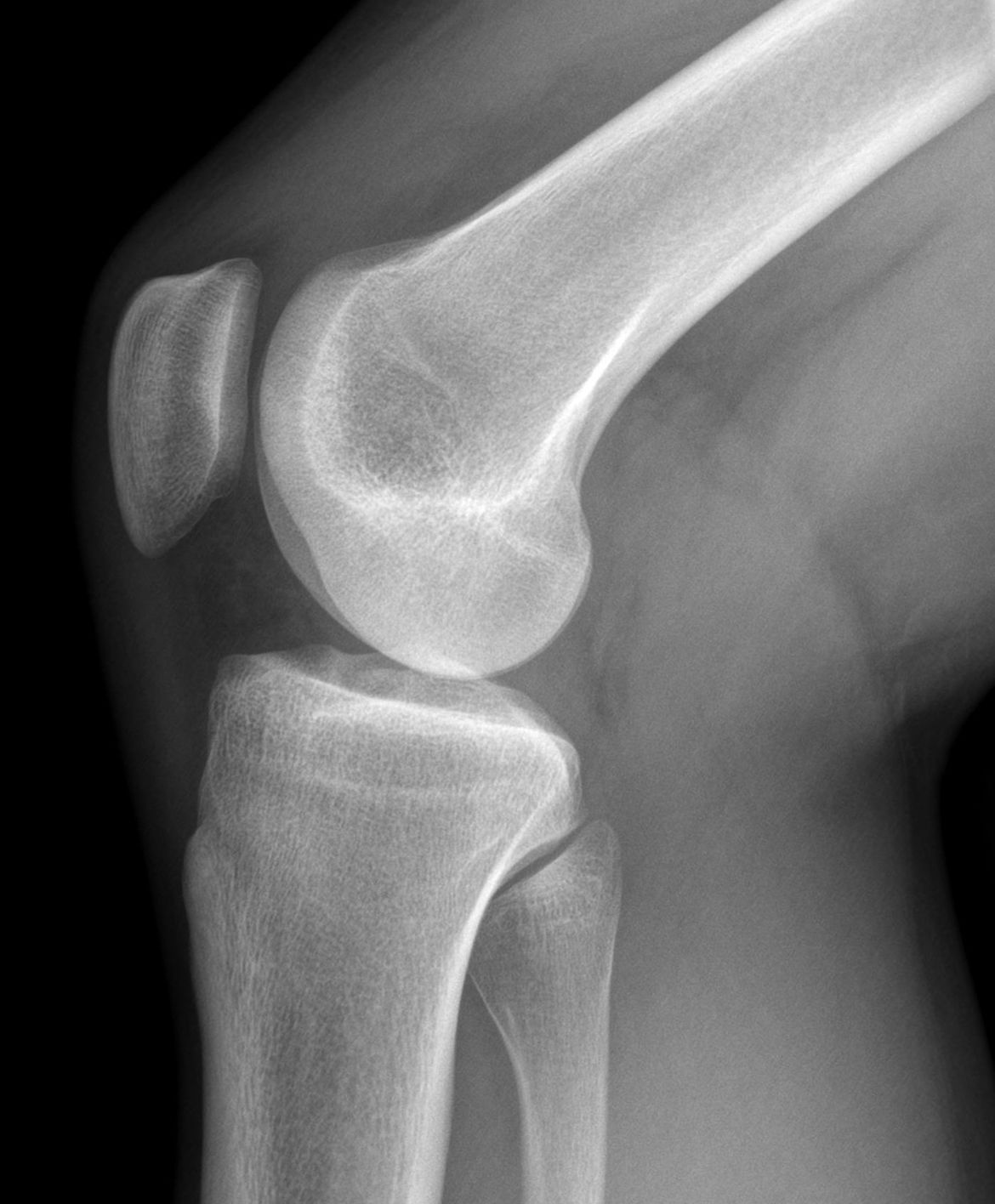
Radiographie d'un genou

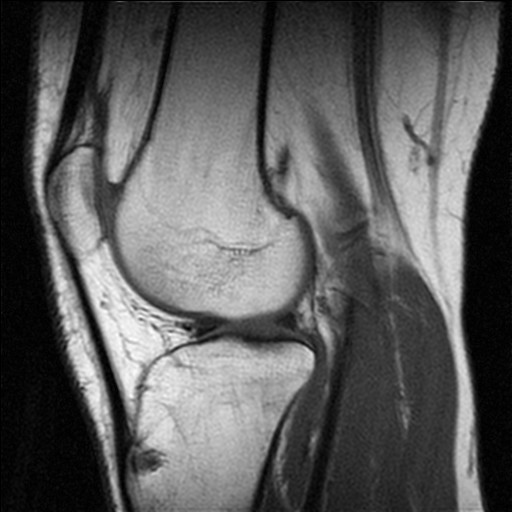
IRM d'un genou.

Il existe différentes modalités d'imagerie pour explorer la pathologie du genou. La radiographie, souvent réalisée en première intention permet d'examiner l'état des cartilages, les détachements osseux et d'éventuels bâillements en position de schuss (flexion légère). La goniométrie consiste en la réalisation d'une radiographie de l'ensemble de la jambe pour observer les déviations du genou.
L'arthrographie est réalisée à l'aide d'un produit de contraste injecté à l'intérieur de la capsule articulaire pour observer les ménisques et les ligaments. On l'associe souvent au scanner.
La tomodensitométrie ou scanner est une technique d'imagerie en coupe aux rayons X, qui permet de reconstituer le genou en 3D et ainsi visualiser les ligaments et les ménisques. Il est également possible de réaliser un arthroscanner qui consiste à injecter un produit de contraste comme dans l'arthrographie pour améliorer l'interprétation des images.
L'utilisation de l'échographie, à base d'ultrasons, est le meilleur moyen pour observer les tendons mais ne permet pas de constater les usures osseuses.
L'imagerie par résonance magnétique (IRM) permet d'observer tous les éléments de l'articulation. Elle est souvent réalisée en cas de rupture des ligaments
Enfin, la scintigraphie osseuse est une technique d'imagerie nucléaire réalisée à l'aide d'un produit radioactif pour observer le plus souvent l'état d'avancement de l'arthrose ou de la dégradation osseuse, notamment au niveau de l'articulation du genou.

## Chez les autres animaux

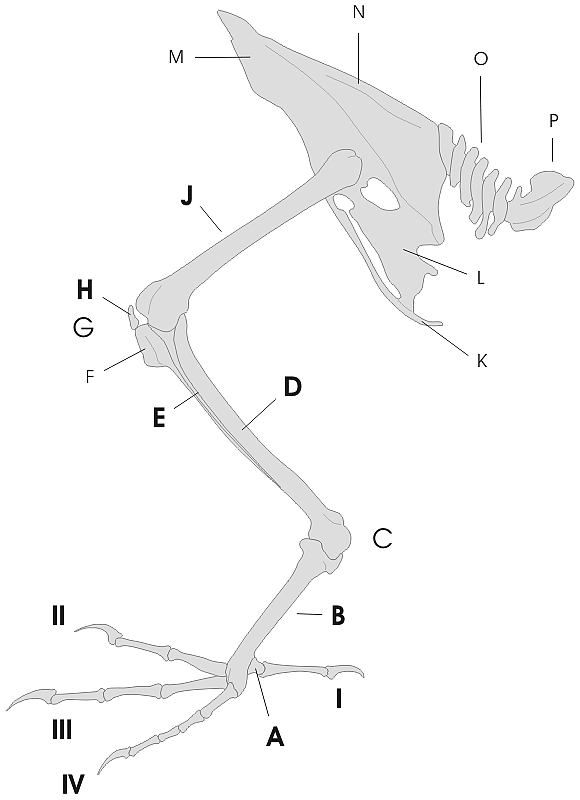
Détail du squelette des oiseaux : D - tibiotarse ; E - péroné ; ; F - crête cnémiale ; G - genou ; H - patelle ; J - fémur.

Chez les équidés, le membre locomoteur est caractérisé par le relèvement de l'autopode, si bien que le genou de la patte antérieure est analogue anatomiquement au poignet humain, cette confusion provenant de la terminologie utilisée dans le domaine de l'équitation et de l'anatomie comparée.
Chez les oiseaux, le « genou » est l'articulation entre le fémur (en position très oblique, proche de l’horizontale lorsque l'animal est au repos) et le tibiotarse. Plus antérieur, il se situe au niveau du centre de masse.